# Friedrich Rochlitz

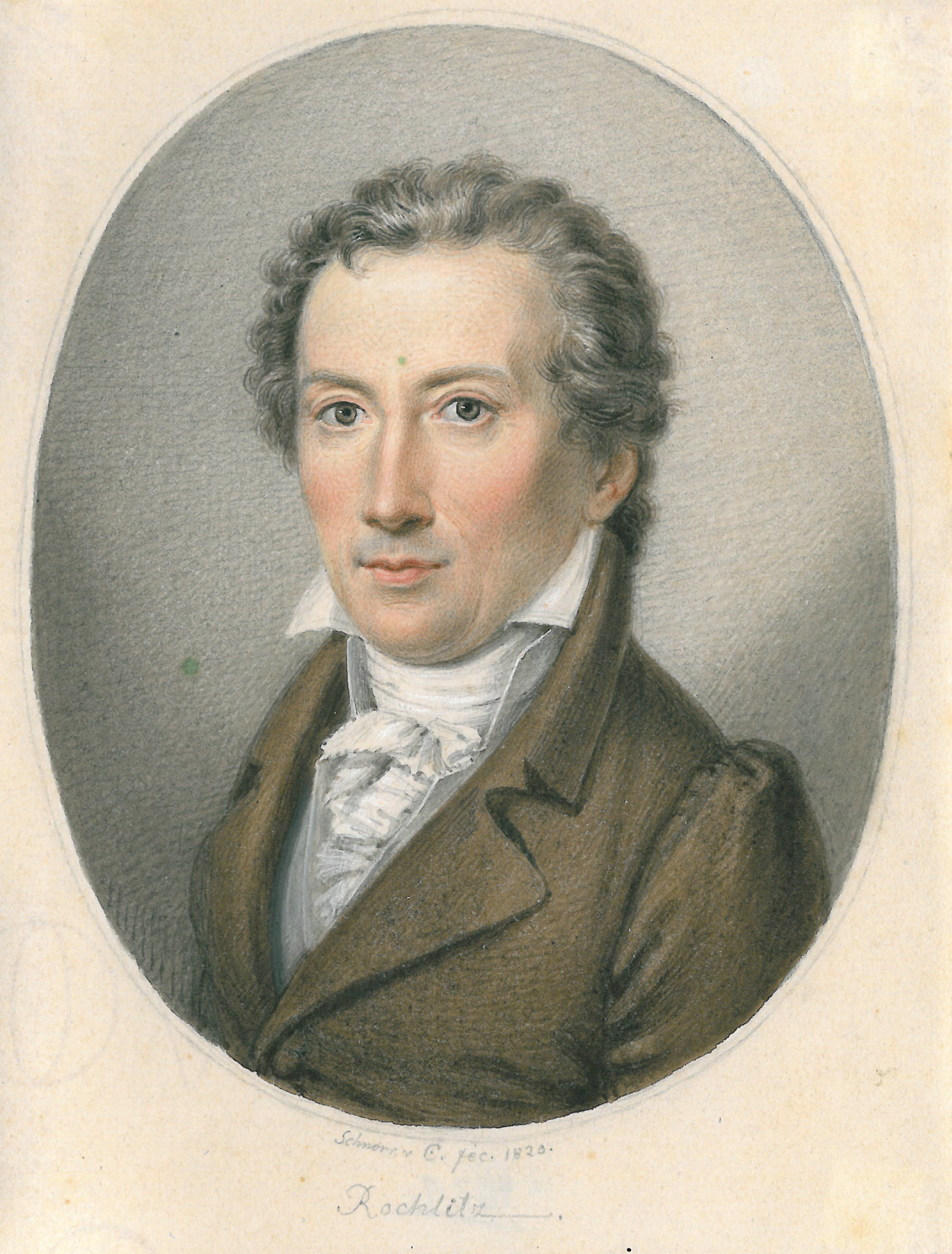
Friedrich Rochlitz, Aquarell von Veit Hanns Schnorr von Carolsfeld, 1820

Johann Friedrich Rochlitz (* 12. Februar 1769 in Leipzig; † 16. Dezember 1842 ebenda) war ein deutscher Erzähler, Dramatiker, Komponist und Musikschriftsteller.

## Leben

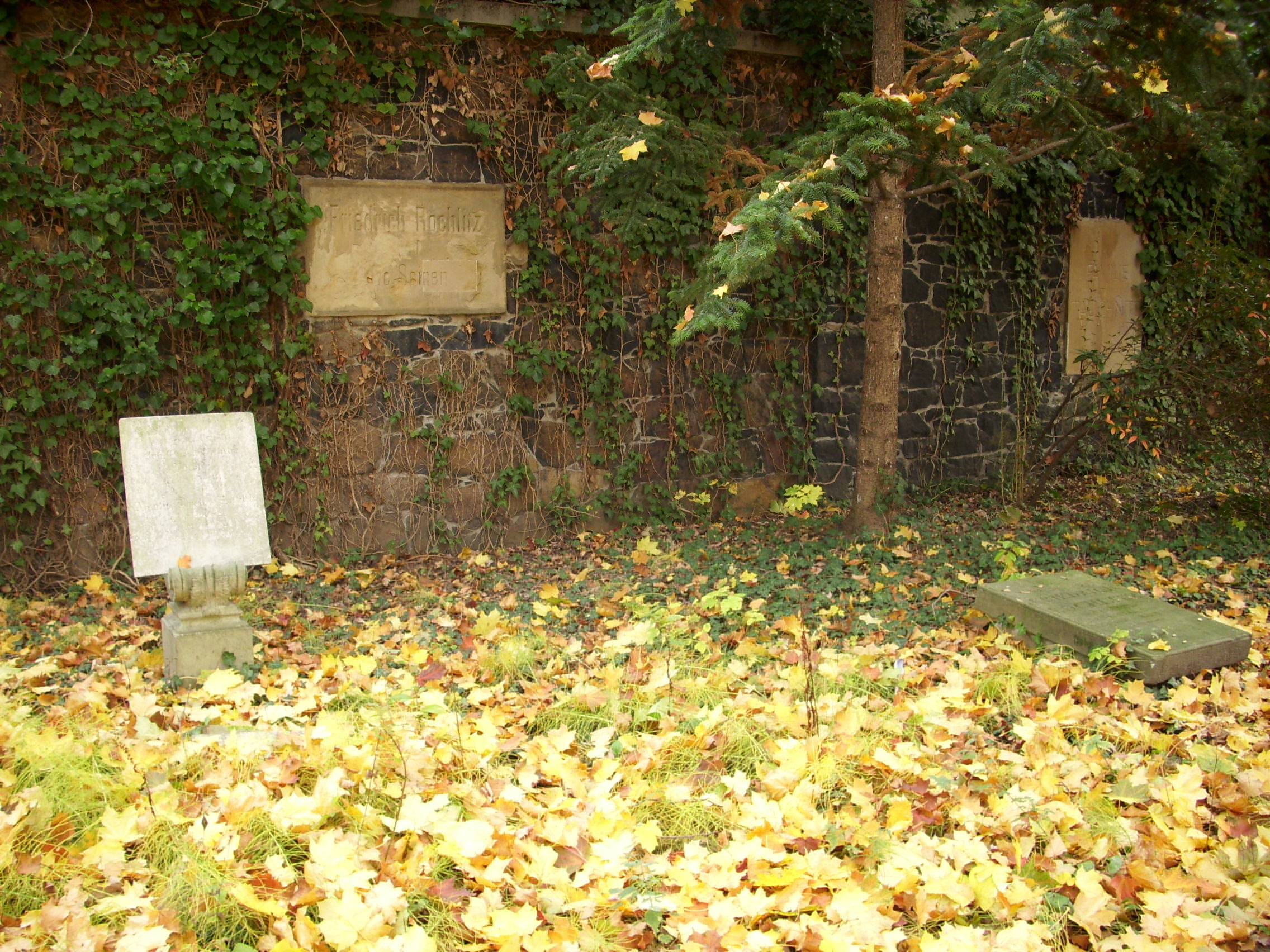
Grabstätte Friedrich Rochlitz und Angehörige, Alter Johannisfriedhof Leipzig

Friedrich Rochlitz besuchte die Thomasschule und studierte von 1789 bis 1791 in Leipzig Theologie und Philosophie und war anschließend als Hauslehrer tätig. 1798 begründete er die Allgemeine Musikalische Zeitung, deren Redakteur er bis 1818 war. Kurz darauf, vom 17. Juni bis 12. Juli 1799, hielt er sich mit einem Freund August Apel in Karlsbad auf, wo er wichtige zukünftige Mitstreiter kennenlernte. Im Hinblick auf eine geplanten Heirat mit der Harfenistin Therese aus dem Winckel wurde ihm am 14. September 1800 durch Herzog Carl August von Sachsen-Weimar der Titel eines „Herzoglich Sächsischen Weimarischen Hofrats“ verliehen. Die Ehe kam jedoch nicht zustande. Rochlitz heiratete am 23. Februar 1810 seine Jugendliebe, die verwitwete Henriette Winkler geb. Hansen (1770–1834). Sie war zuvor die Gattin des Leipziger Kaufmanns Daniel Winkler und brachte in die Ehe dessen kostbare Kunstsammlung mit, darunter ein Gemälde von Rembrandt van Rijn. 
Rochlitz war mit zahlreichen Persönlichkeiten seiner Zeit bekannt und befreundet, so mit Goethe, Schiller und E. T. A. Hoffmann. Gemeinsam mit Christoph Martin Wieland und dessen Freund Johann Gottfried Seume gab er 1805 bis 1806 das Journal für deutsche Frauen (2 Jahrgänge, erschienen bei Georg Joachim Göschen in Leipzig) heraus. 
Er war ebenso befreundet mit Komponisten wie Louis Spohr, für den er das Libretto zu dem Oratorium Die letzten Dinge schrieb und mit Carl Maria von Weber, der Rochlitz 1822 seine 4. Klaviersonate op. 70 widmete. Er komponierte auch eigene Werke, aber ohne Erfolg. Über seine Introduction et Variations sur un Thème original d-Moll op. 7 für Klavier (1836 gedruckt) schrieb Robert Schumann: „sähe aus ihnen nicht ein guter Wille, ein sichtliches Bemühen und dabei ein niedergedrücktes Wesen, das gern etwas in die Höhe möchte, heraus, so wären sie kaum einer Aufmunterung werth. Mich schlagen solche Compositionen förmlich nieder.“
Während seines Aufenthalts in Wien im Jahre 1822 machte er auch die Bekanntschaft von Beethoven und Franz Schubert, der 1827 drei Gedichte von Rochlitz vertonte, darunter das Gedicht „Alinde“. Die Glaubwürdigkeit seiner umfangreichen Schilderung der Begegnung mit Beethoven, die das Beethoven-Bild des 19. Jahrhunderts maßgeblich prägte, wird durch eine unveröffentlichte Tagebuchnotiz von Rochlitz bestätigt.
Rochlitz schrieb zahlreiche Artikel für die Allgemeine musikalische Zeitung und die erste Biografie über den Komponisten und Geiger Friedrich Ernst Fesca (1789–1826). Das bedeutendste Werk von Rochlitz ist seine autobiographische Erzählung Tage der Gefahr über die Völkerschlacht bei Leipzig (1813). In seiner Zeitschrift Kunst und Altertum nannte Goethe sie „eine der wundersamsten Produktionen, die sich je ereignet haben“.
Neben zahlreichen Erzählungen entstanden auch einige dramatische Werke sowie Opernlibretti. Zu nennen sind die lange Zeit maßgebliche deutsche Übersetzung von Mozarts Don Giovanni (1801) und die Übersetzung von Paers Oper Leonora (1804), die ebenfalls häufig für Aufführungen der Oper verwendet wurde.
1809 wurde er korrespondierendes Mitglied der Königlich Niederländischen Akademie der Wissenschaften (damals Koninklijk Instituut).
Die Gesellschaft für Kunst und Kritik Leipzig e. V. hat seit 2003 den mit 500 Euro dotierten „Friedrich-Rochlitz-Preis“ für Kunstkritik vergeben, zuletzt – zum neunten Mal – im Jahr 2015.

## Werke (Auswahl)
- Zeichnungen von Menschen nach Geschichte und Erfahrung, 2 Bände, Hamburg 1794.
- Charaktere interessanter Menschen, 4 Bände, Züllichau 1799–1803.
- Kleine Romane und Erzählungen, 3 Bände, Frankfurt 1807.
- Neue Erzählungen, 2 Bände, Leipzig 1816.
- Für ruhige Stunden, 2 Bände, Leipzig 1828.
- Für Freunde der Tonkunst, 4 Bände, Leipzig 1824–1832; 3. Auflage 1868.
- Auswahl des Besten aus Rochlitz' sämtlichen Werken, 6 Bände, Züllichau 1821–1822.
- Goethes Briefwechsel mit Friedrich Rochlitz, hrsg. von Woldemar von Biedermann, Leipzig 1887 (Digitalisat)
- Tage der Gefahr. Ein Tagebuch der Leipziger Schlacht. Insel Verlag, Leipzig 1912 - Insel-Bücherei 17/1 (aktuell: Elektrischer Verlag, Berlin 2013, ISBN 978-3-943889-45-1).